# Судак (риба)
Судак (Sander) — рід риб ряду окунеподібних. Довжина до 230 см, вага до 45 кг. Цінні промислові риби.
У роді виділяють 5 видів:
- Судак звичайний, Sander lucioperca
- Судак морський, Sander marinus
- Берш, Sander volgensis
- Судак жовтий, Sander vitreus
- Судак канадський, Sander canadensis

Із перелічених видів два, судак жовтий і канадський, поширені в Північній Америці, а судак звичайний, морський і берш — у прісних і солонуватих водах Східної Європи.